# Магометов, Бек Ахурбекович
Бек Ахурбекович Магометов  (род. 14 августа 1965, Владикавказ,СОАССР, РСФСР, СССР) — советский и российский судья, юрист. Председатель Верховного суда Республики Северная Осетия-Алания с 10 августа 2012 года, кандидат социологических наук. Заслуженный юрист Республики Северная Осетия-Алания (2010).

## Биография
В 1982 году окончил среднюю школу № 50 гор. Орджоникидзе
В 1987 году окончил с отличием юридический факультет Северо-Осетинского государственного университета имени К. Л. Хетагурова
C 4 августа 1987 по 7 августа 1988 года — стажер по должности следователя прокуратуры Промышленного района г. Орджоникидзе СО АССР
С 8 августа 1988 по 31 октября 1989 года — следователь прокуратуры Промышленного района г. Орджоникидзе СО АССР
С 1 ноября 1989 по 28 мая 1990 года — старший следователь прокуратуры Промышленного района г. Орджоникидзе СО АССР
29 мая 1990 переведен на должность прокурора-методиста следственного управления при прокуратору СО АССР
С 10 марта 1992 года переведен на должность прокурора-криминалиста регионального учебного центра при прокуратура СО ССР
29 июня 1992 года избран народным судьей Ленинского районного народного суда г. Владикавказа РСО-Алания
С 8 июля 1994 года — заместитель председателя Ленинского районного суда г. Владикавказа РСО-Алания
В декабре 1997 года — избран председателем Совета судей РСО-Алания, являлся членом совета судей Российской Федерации
С 9 июля 1998 года по 14 сентября 2012 года состоял в должности Начальника Управления Судебного департамента в РСО-Алания
10 августа 2012 года Указом Президента Российской Федерации назначен на должность Председателя Верховного Суда Республики Северная Осетия-Алания сроком на шесть лет
В 2018 году был переназначен на должность Председателя Верховного Суда Республики Северная Осетия-Алания

## Квалификационный класс
Решением Высшей квалификационной коллегии судей Российской Федерации был присвоен третий квалификационный класс

## Семья
Женат, воспитывает сына.

## Награды
- Медаль «За заслуги перед судебной системой Российской Федерации 2 степени» (2005 год)
- Знак «За отличие в службе» (2006 год) — Приказ командующего войсками Северо-Кавказского военного округа внутренних войск МВД Российской Федарации
- Звание «Почетный работник судебной системы» (2010 год) — Приказ Генерального директора Судебного департамента при Верховном Суде Российской Федерации
- Звание «Почетный работник Судебного департамента Верховном Суде Российской Федерации» (2013 год) — Приказ Генерального директора Судебного департамента при Верховном Суде Российской Федерации
- Знак «За служение правосудию» (2014 год) — Совет судей Российской Федерации
- Знак отличия «За усердие» 2 степени (2015 год)
- Орден «Слава Осетии» (2020 год) — «За большой вклад в поддержание законности и повышение эффективности правосудия в Республике Северная Осетия-Алания» Указ главы Республики Северная Осетия-Алания[1]
- Медаль «За отличие в службе» 1 степени (2023 год) — Приказ Генерального директора Судебного департамента при Верховном Суде Российской Федерации